# Nico Wagner
Nicolas ("Nico") Wagner (19 september 1954) is een voormalig voetballer uit Luxemburg.

## Clubcarrière
Hij speelde als aanvallende middenvelder gedurende zijn carrière voor Eintracht Trier, Red Boys Differdange, Avenir Beggen en Aris Bonnevoie.

### Erelijst
- Luxemburgs landskampioen

1979, 1984
- Beker van Luxemburg

1979, 1983, 1984

## Interlandcarrière
Wagner kwam in bijna zeven jaar in totaal 33 keer (één doelpunt) uit voor de nationale ploeg van Luxemburg. Hij maakte zijn debuut op 25 februari 1979 in het EK-kwalificatieduel tegen Frankrijk (0-3). Zijn 33ste en laatste interland speelde hij op 5 februari 1986 tegen Portugal (0-2). In dat duel viel hij na 78 minuten in voor Claude Mangen.
| Interlanddoelpunt | Interlanddoelpunt | Interlanddoelpunt | Interlanddoelpunt    | Interlanddoelpunt | Interlanddoelpunt | Interlanddoelpunt |
| #                 | Datum             | Locatie           | Wedstrijd            | Goal(s)           | Uitslag           | Competitie        |
| ----------------- | ----------------- | ----------------- | -------------------- | ----------------- | ----------------- | ----------------- |
| 1                 | 09/06/1984        | Luxemburg         | Luxemburg – Portugal | Goal              | 1–2               | Oefeninterland    |